# Bohmte (stacja kolejowa)
Bohmte (niem: Bahnhof Bohmte) – stacja kolejowa w Bohmte, w kraju związkowym Dolna Saksonia, w Niemczech. Znajduje się na linii Wanne-Eickel–Hamburg. Została zbudowana w 1871/72 i otwarta 15 maja 1873 roku. Według klasyfikacji Deutsche Bahn posiada kategorię 6.
W 2004 cały teren dworca kolejowego w centrum dzielnicy został odnowiony. Koszt modernizacji to około 10 mln €. Projekt został sfinansowany przez Deutsche Bahn i Dolną Saksonię.
| Bohmte                                    |  |                            |
| Linia Wanne-Eickel – Hamburg (142,100 km) |  |                            |
| Ostercappelnodległość: 7,700 km           |  | Drohne odległość: 6,400 km |